# Rubus nyalamensis
Rubus nyalamensis är en rosväxtart som beskrevs av Tse Tsun Yu och L.T. Lu. Rubus nyalamensis ingår i släktet rubusar, och familjen rosväxter. Inga underarter finns listade i Catalogue of Life.